# Gaël Dréan
Pour les articles homonymes, voir Dréan (homonymie).

a Compétitions nationales et continentales officielles uniquement.

Dernière mise à jour le 19 janvier 2025.
Gaël Dréan, né le 22 octobre 2000, est un joueur français de rugby à XV jouant au poste d'ailier au RC Toulon depuis 2022.

## Biographie

### Jeunesse et formation
Gaël Dréan naît le 22 octobre 2000 à Lorient, en Bretagne. Il est le deuxième d'une fratrie de quatre. Il grandit dans une famille de sportifs, son père, Michel Dréan, a notamment joué au football en troisième division, et a été vice-champion du monde avec l’équipe de France universitaire au début des années 80. Dans sa jeunesse, il pratique d'abord la gymnastique puis l'athlétisme, avant de se tourner vers le rugby vers l'âge de 7 ans, après avoir découvert ce sport lors d'une initiation scolaire. 
Il commence alors le rugby à Lorient en 2009, où il jouera jusqu'à ses 19 ans, en 2019. Durant ces années, il était aux portes de la sélection régionale de Bretagne, mais n'a jamais été sélectionné à cause de son physique jugé « trop frêle ».
Puis, il quitte sa ville natale pour Brest, dans le cadre de ses études (Licence STAPS), où il joue d'abord en universitaire, avant de rejoindre le club de Plouzané, en Fédérale 3. Durant l'été 2019, à 18 ans, il joue pour la première fois en Fédérale 3 avec son nouveau club. Pour sa première année en senior, il inscrit 18 essais en 17 matchs,.

### Révélation à Rennes (2020-2022)
Après une saison jouée à Plouzané durant laquelle il marque 18 essais, Gaël Dréan rejoint le Rennes Étudiants Club rugby, en 2020, qui joue alors en Fédérale 1. La saison 2020-2021 étant marquée par la pandémie de Covid-19, il n'a pas vraiment l'occasion de se montrer avec son nouveau club et joue seulement quatre rencontres avec les espoirs avant l'arrêt des compétitions. La saison suivante, il intègre l'équipe première, et impressionne dès les premiers entraînements et surtout lors du premier match amical contre une équipe de Fédérale 3 contre qui il marque quatre essais. il commence la saison 2021-2022 en tant que titulaire. Il réalise une très bonne saison durant laquelle il joue 23 matchs et inscrit 14 essais, lui permettant de terminer meilleur marqueur de la saison. Il remporte par la même occasion le championnat de Fédérale 1, en battant le Rugby Club Hyères Carqueiranne La Crau en finale (15 à 11),.
Ses dirigeants, convaincus de son potentiel, décident de le faire jouer au rugby à sept afin qu'il progresse et qu'il ait plus de visibilité. Il participe alors au tournoi Howard Hinton à Tours avec club parisien Seventies. Avec eux, il est champion de France du plus grand tournoi amateur de rugby à 7 en France. Puis, il participe au Supersevens 2021 qu'il remporte avec les Barbarians français,.

### Débuts professionnels au RC Toulon (depuis 2022)
Après un passage remarqué à Rennes et à sept, il est courtisé par plusieurs clubs de Pro D2 et Top 14, dont le RC Toulon, l'US Carcassonne, le FC Grenoble ou encore le club breton RC Vannes,. Après avoir hésité à cause de la différence de niveau entre la Fédérale 1 et le Top 14, il est finalement convaincu par Pierre Mignoni et Franck Azéma et rejoint le RC Toulon où il signe un contrat de deux ans, soit jusqu'en 2024,. 
Il joue son premier match avec Toulon le 18 septembre 2022 à l'occasion de la troisième journée de Top 14 de la saison 2022-2023, face à l'ASM Clermont. Il est titulaire au poste d'ailier et inscrit son premier essai, décisif dans la victoire de son équipe 30 à 29. Lors de ses trois premiers matchs de Top 14, il marque deux essais. Il termine sa première saison avec quatre essais marqués en onze matchs joués.
Il réalise une très bonne première partie de saison 2024-2025, marquant dix essais en neuf matchs de championnat, le classant à la première place des meilleurs marqueurs du Top 14 à la mi-saison. Ainsi, le 15 janvier 2025, il est appelé pour la première fois de sa carrière en équipe de France par Fabien Galthié, dans le groupe de quarante-deux joueurs pour le Tournoi des Six Nations 2025.

## Style de jeu
Son entraîneur à Rennes, Kevin Courties, décrivait Gaël Dréan comme étant un ailier qui « va très vite, met de l’intensité dans les collisions ». Il avait d'ailleurs été flashé en match à presque 37 km/h, une vitesse comparable à celle de Kylian Mbappé. C'est aussi un joueur possédant un bon timing dans le jeu aérien et bon défenseur. Par son style de jeu et son parcours il est souvent comparé à Gabin Villière,.

## Statistiques
| Saison          | Club            | Championnat | Championnat | Championnat | Coupe d'Europe                         | Coupe d'Europe                         | Coupe d'Europe                         |
| Saison          | Club            | Compétition | Matchs      | Essais      | Compétition                            | Matchs                                 | Essais                                 |
| --------------- | --------------- | ----------- | ----------- | ----------- | -------------------------------------- | -------------------------------------- | -------------------------------------- |
| 2019-2020       | Plouzané AC     | Fédérale 3  | 17          | 18          | Pas de qualification en Coupe d'Europe | Pas de qualification en Coupe d'Europe | Pas de qualification en Coupe d'Europe |
| Total Plouzané  | Total Plouzané  | Fédérale 3  | 17          | 18          |                                        |                                        |                                        |
| 2020-2021       | Rennes EC       | Fédérale 1  | -           | -           | Pas de qualification en Coupe d'Europe | Pas de qualification en Coupe d'Europe | Pas de qualification en Coupe d'Europe |
| 2021-2022       | Rennes EC       | Fédérale 1  | 23          | 14          | Pas de qualification en Coupe d'Europe | Pas de qualification en Coupe d'Europe | Pas de qualification en Coupe d'Europe |
| Total Rennes EC | Total Rennes EC | Fédérale 1  | 23          | 14          |                                        |                                        |                                        |
| 2022-2023       | RC Toulon       | Top 14      | 10          | 2           | Challenge Cup                          | 1                                      | 2                                      |
| 2023-2024       | RC Toulon       | Top 14      | 17          | 6           | Champions Cup                          | 6                                      | 1                                      |
| 2024-2025       | RC Toulon       | Top 14      | 15          | 12          | Champions Cup                          | 3                                      | 1                                      |
| Total RC Toulon | Total RC Toulon | Top 14      | 42          | 20          | Compétitions EPCR                      | 10                                     | 4                                      |
| Total           | Total           | Total       | 82          | 52          | Compétitions EPCR                      | 10                                     | 4                                      |

## Palmarès
- Barbarians français
  - Vainqueur du Supersevens en 2021

- Rennes EC
  - Vainqueur de Fédérale 1 (quatrième division) en 2022